# Wailaki
Wailaki (Kenesti).- Wailaki, pleme Središnjih (Pacifičkih) Athapaskan Indijanaca s rijeke Eel u Kaliforniji. U jeziku Wintun Indijanaca njihovo ime znači 'sjeverni jezik' ('northern language'). Nakon nekoliko borbi s bijelcima Wailaki su smješteni na rezervat Round Valley, okrug Mendocino, gdje žive i danas s plemenom Nomlaki, Copehan plemenom iz grupe Wintun. Po jeziku su najsrodniji plemenu Sinkyone. Ima ih i na Grindstone Rancheria, u okrugu Glenn. 

## Ime
Ime Wailaki, kaže etnograf Clinton Hart Merriam, je Wintun ime za bande Indijanaca u području Eel Rivera koje su sebe nazivali "Tsennahkennes" ili "Bangkut keah", i navodi kako je za njih naziv Kenesti mnogo ispravniji. Ime wailaki znači "sjeverni jezik". Od Yuki Indijanaca, njihovih južnih susjeda, nazivani su mnogo prikladnijim imenom Kak'-wits čije je značenje "northern people." 

## Podjela
Wailaki su bili podijeljeni na 19 'tribelet'-a (malenih plemena), imali su 95 sela.
Eel Wailaki
- Bis-kaiyaah (Bas-kaiya, Ch'inisnoo'-kaiyaah)
- Daadii'schow-kaiyaah (Daadii'sdin-kaiyaah, Tatisho-kaiya)
- Kaikiitce-kaiyaah (Kaikiche-kaiya, Shaahnaa'ndoon'-kaiyaah)
- Nin'keniitc-kaiyaah (Ninkannich-kaiya, Nee'taash-kaiyaah)
- Seenchaah-kaiyaah (Seelhsow-kaiyaah, Seenchaahdin-kaiyaah, Tsait'ohdin-kaiyaah)
- Seetaah-kaiyaah (Seetaahbii'-kaiyaah, Seta-kaiya)
- Seeyaadin-kaiyaah (Slaa-kaiyaah, Sla-kaiya)
- Tciiskot-kaiyaah (Chisko-kaiya, Toos'aan-kaiyaah)

Pitch Wailaki
- Ch'i'aankot-kiiyaahaan (Ch'i'ankot-kiyahang)
- Chowkot-kiiyaahaan (Chokot-kiyahang)
- T'ohchaah-kiiyaahaan (T'okyah-kiyahang)
- T'ohdinin'-kiiyaahaan (T'odannang-kiyahang)

North Fork Wailaki
- Kaiyeeh-kiiyaahaan (Kaiye-kiyahang)
- Nee'lhtciichow-kaiyaah (Nehlchikyo-kaiya, Seeghaa'-kaiyaah, Shaahnaa'ntcin'chii'-kaiyaah)
- Seechow-kiiyaahaan (Secho-kiyahang)
- Seelhgaichow-kaiyaah (kod Swantona Sehlchikyo-kaiya). Ovu bandu Swanton naziva imenom Sehlchikyo-kaiya (isto kao i bandu Seelhtciichow-kaiyaah) i locira na područje od Big Bend Creek do McDonald Creek.
- Seelhtciichow-kaiyaah (kod Swantona također Sehlchikyo-kaiya, isto ih imenuje kao i bandu Seelhgaichow-kaiyaah) na Eel Riveru od ušća North Fork Eel Rivera sjeverno do Cottonwood Creeka.
- Seetaandoon'-kaiyaah (Seetaandoon'chii'-kaiyaah, Setandong-kiyahang)

Kekawaka
Bande i plemena Kekawaka Swanton klasificira u Wailakije, po drugim autorima čine posebne skupine, i možda samostalna plemena.

## Život i običaji
Wailaki nisu imali čamaca iako su živjeli pokraj rijeka i bavili se ribolovom. Tijekom ljeta i jeseni vrijeme su provodili po obroncima i vrhovima brda u sakupljanju gomolja, žira, sjemenki, oraha (žene), i lovu na jelene (muškarci). U jesensko doba Wailaki su pripremali i sušili ribu i drugu hranu, pripremajući se za zimu. Zimska naselja su bila malena, okupljali bi se opet u proljeće u veće skupine.  –Mrtve su Wailaki obično zakapali, ratnike pale u borbi bi spalili. Uzimali su i trofeje, 'glave', s kojima su plesali. Poput Yuki Indijanaca žene su nosove, jagodice i brade tetovirale.
1861. godine 120 Wailakija je pobijeno u pokušaju krađe konja, sljedeće (1832.) pobijeno ih je još 65 na rezervatu Round Valley.
Kojot ima središnje mjesto u Wailaki-mitologiji. Njemu zahvaljuju na vatri koju je ukrao čuvarima i dao je njima, Wailakima. Podizali su velike kupolaste kuće u kojima su vršili obrede ceremonijalnih plesova i pjesama. –Vjera: šamanizam.

## Populacija
Godine 1870. bilo je 2,700; 2000. ih je preostalo 400 (po NAHDB), po drugim informacijama oko 1,000.

## Vanjske poveznice
- Wailaki  Arhivirana inačica izvorne stranice od 29. ožujka 2006. (Wayback Machine)
- The Wai-lakki (Northspeakers) and their Neighbors  Arhivirana inačica izvorne stranice od 18. veljače 2006. (Wayback Machine)